# Mateusz Biernat
Mateusz Biernat (* 19. Mai 1992) ist ein polnischer Volleyballspieler.

## Karriere
Biernat begann seine Karriere 2012 bei AZS PWSZ Nysa. 2016 wechselte er nach Tschechien zu VK Ostrava. Von 2018 bis 2020 spielte der Zuspieler beim Ligakonkurrenten VK Dukla Liberec und wurde dort tschechischer Vizemeister. In der Saison 2020/21 war er wieder in der heimischen Liga bei Gwardia Wroclaw aktiv. Anschließend wechselte er zum italienischen Erstligisten Consar RCM Ravenna. 2022 wurde Biernat vom deutschen Bundesligisten VfB Friedrichshafen verpflichtet.